# Бебуціу
Бебуціу (рум. Băbuțiu) — село у повіті Клуж в Румунії. Входить до складу комуни Вултурень.
Село розташоване на відстані 342 км на північний захід від Бухареста, 18 км на північ від Клуж-Напоки.

## Населення
За даними перепису населення 2002 року у селі проживала 201 особа.
Національний склад населення села:
| Національність | Кількість осіб | Відсоток |
| -------------- | -------------- | -------- |
| румуни         | 158            | 78,6%    |
| цигани         | 30             | 14,9%    |
| угорці         | 13             | 6,5%     |

Рідною мовою назвали:
| Мова      | Кількість осіб | Відсоток |
| --------- | -------------- | -------- |
| румунська | 188            | 93,5%    |
| угорська  | 13             | 6,5%     |